# Lyncestis
Lyncestis is een geslacht van vlinders van de familie spinneruilen (Erebidae), uit de onderfamilie Calpinae.

## Soorten
- L. albisigna Wileman & South, 1920
- L. amphix Cramer, 1777
- L. diascota Hampson, 1916
- L. fuscifusata Hampson, 1926
- L. grandidieri Viette, 1968
- L. melanoschista Meyrick, 1897
- L. metaleuca Hampson
- L. mimica Gaede, 1939
- L. phaeocrossa Turner, 1932
- L. unilinea Swinhoe, 1885
- L. voeltzkowi Viette, 1965